# Lonicera caerulea
La Lonicera caerulea, o madreselva azul, es una especie de planta de flores perteneciente a la familia Caprifoliaceae, es nativa de regiones con temperaturas frías del hemisferio norte.

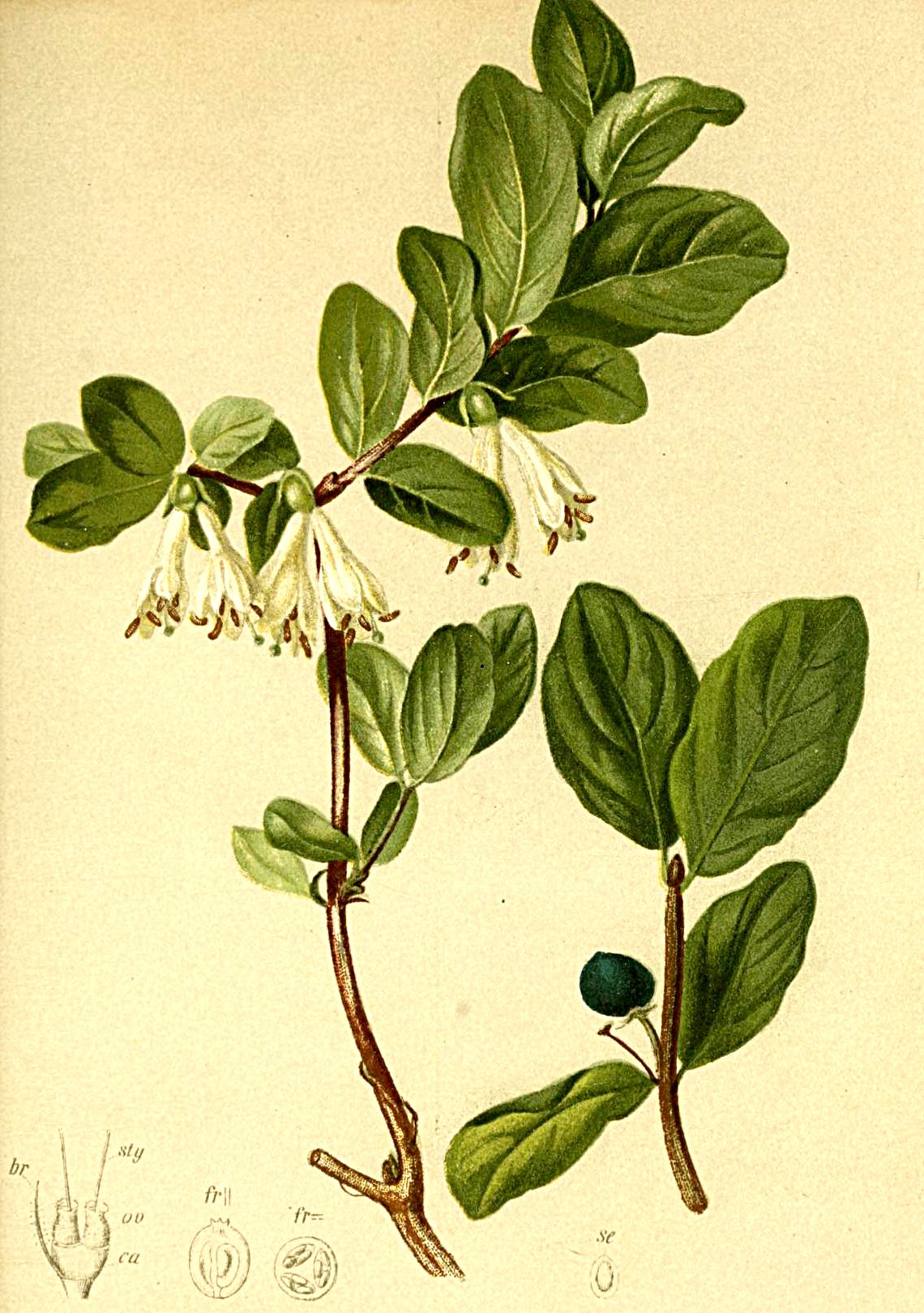
Ilustración

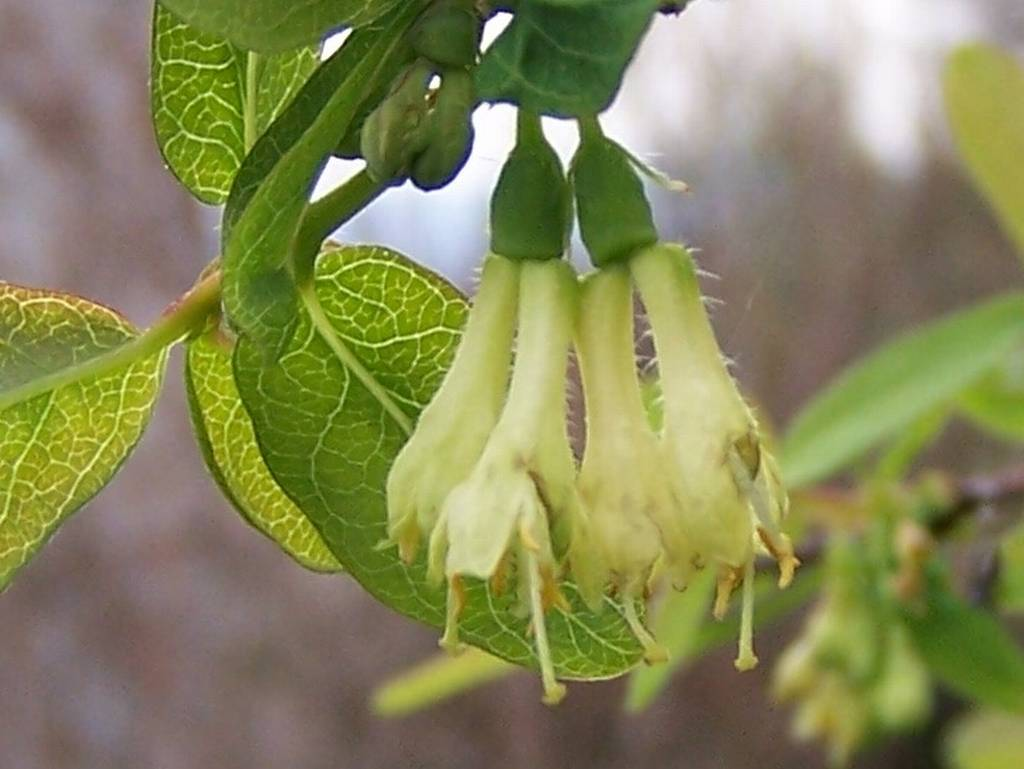
Flores

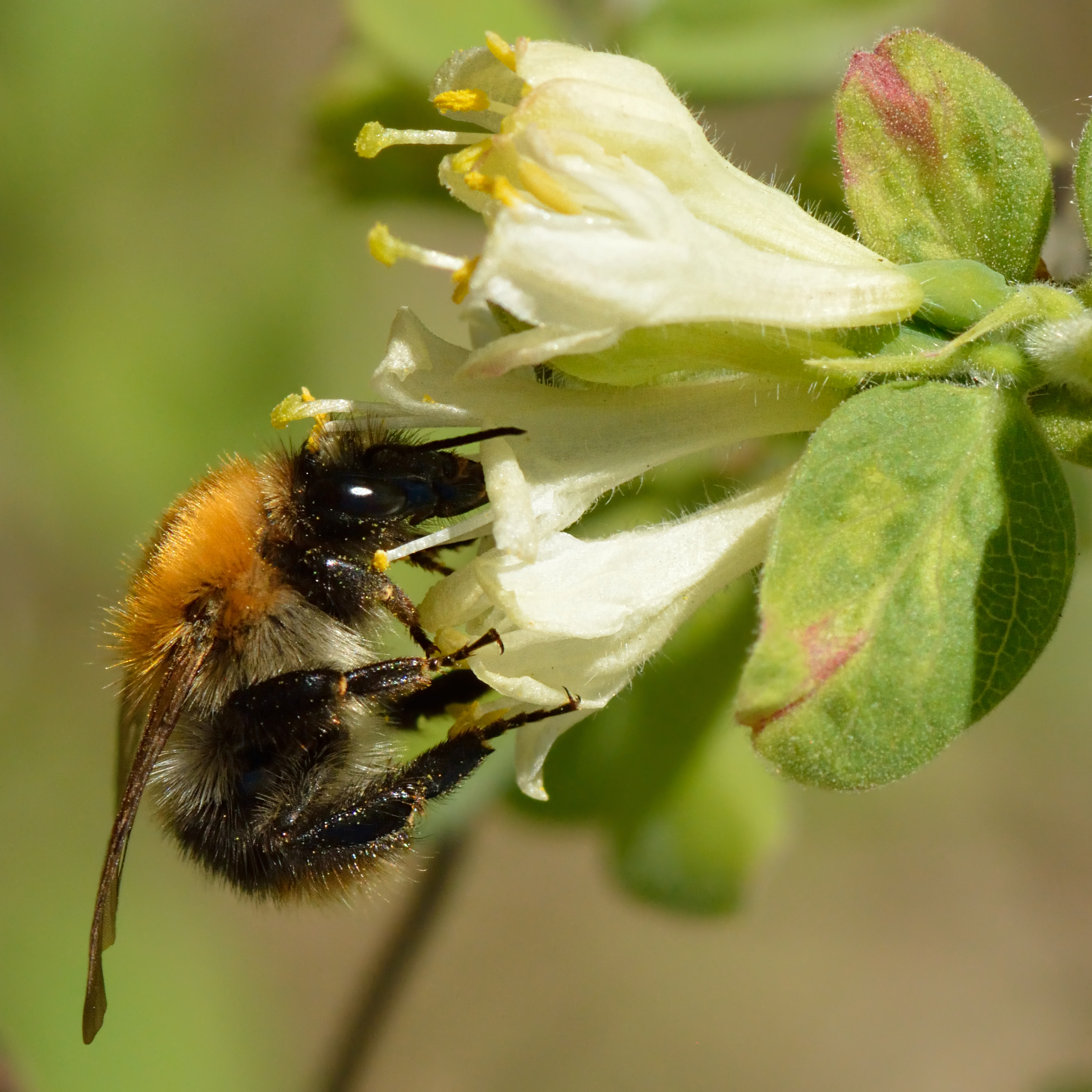

## Características
Es un arbusto caduco que alcanza los 1.5–2 m de altura. Las hojas son opuestas, ovales de 3–8 cm de longitud y 1–3 cm de ancho, de color verde con textura ligeramente cerosa. Las flores son de color amarillo-blancuzco de 12–16 mm de longitud, con cuatro lóbulos iguales. Los frutos son bayas azules de 1 cm de diámetro.

### Cultivos
La variedad  L. c. var. edulis se cultiva por sus bayas comestibles como fruto, cuyo sabor es similar al de los arándanos. En Rusia se la conoce como  "Жимолость съедобная" (Žimolost sedobnaja).
La madreselva se cosecha a fines de la primavera o principios del verano, dos semanas antes que las fresas para las variedades de tipo ruso, y las variedades japonesas maduran en un momento similar a las fresas. La mayoría de las variedades rusas están adaptadas a las zonas de rusticidad USDA de 1 a 4. Las plantas pueden tardar tres o cuatro años en producir una cosecha abundante; y pueden mantener la productividad durante 30 años.
Las bayas están listas para cosechar cuando la capa interior en ellas es de color púrpura oscuro o azul; ya que a capa exterior puede ser azul oscuro y parece madura, pero la capa interior puede aún ser verde y presentar un sabor amargo.
Se necesitan dos variedades compatibles para la polinización cruzada y el cuajado de las flores.

## Usos
Los frutos silvestres de la madreselva se pueden utilizar en varios productos procesados, como pasteles, mermeladas, jugos, helados, yogur, salsas, dulces; y con ellos igualmente se elabora un vino similar en color y sabor al vino de uva roja o cereza.
Entre otros usos, igualmente se utiliza como flora apícola y como planta ornamental.

## Taxonomía
Lonicera caerulea fue descrita por Carlos Linneo y su descripción fue publicada en Species Plantarum 1: 174. 1753.
Etimología
El término madreselva se usa en castellano desde hace tiempo para designar las especies integrantes del género Lonicera, aunque se aplicó primero a la especie Lonicera caprifolium  L., una planta sarmentosa que se encuentra en los bosques europeos. El término Lonicera fue usado por primera vez por Linneo en 1753, como "adaptación" al latín del apellido del médico y botánico alemán Lonitzer (1528-1586), que ejerció en Fráncfort y en cuyo honor creó el nombre de la planta. El adjetivo latino cærulea significa "de color cerúleo".
Variedades
Hay nueve variedades tratadas como subespecies por algunos autores:
- Lonicera caerulea var. altaica. Norte de Asia.
- Lonicera caerulea var. caerulea. Europa.
- Lonicera caerulea var. cauriana. Oeste de Norteamérica.
- Lonicera caerulea var. dependens. Central Asia.
- Lonicera caerulea var. edulis. Este de Asia.
- Lonicera caerulea var. emphyllocalyx. Este de Asia.
- Lonicera caerulea var. kamtschatica. Nordeste de Asia.
- Lonicera caerulea var. pallasii. Norte de Asia, nordeste de Europa.
- Lonicera caerulea var. villosa. Este de  Norteamérica.

Sinonimia
- Xylosteon caeruleum (L.) Dum. Cours.[4]